# Hechtingsstoornistheorie
Hechtingsstoornis is een psychologische koepelterm (niet te verwarren met de medisch erkende reactieve hechtingsstoornis). De theorie houdt onder andere in dat men het hechtend vermogen van een kind met therapie kan herstellen als dit niet of onvolledig tot ontwikkeling is gekomen. Hierbij brengt men verschillende ontwikkelingsstoornissen, gedragspatronen of persoonlijkheidsstoornissen onder één noemer:
Asociaal gedrag tijdens de kindertijd (inclusief baby- en peutertijd):
- Intimidatie, gewelddadig en agressief gedrag, geringe bekwaamheid om te leren uit een ervaring (zoals straf, begrenzing).
- Het kind kan een sadistische en sociaal vernietigende intentie vertonen en pijnigt andere kinderen of dieren, heeft geen echte schaamte, schuldgevoelens en spijt en legt bij een confrontatie de schuld bij de anderen.
- Vecht/vluchtgedrag (schelmenstreken, eindeloze conflicten).
- Deze kinderen zullen vaker een anti-sociale persoonlijkheid(sstoornis) ontwikkelen.

Oppervlakkig hechtingsgedrag
- Is onbekwaam om het verschil te ervaren tussen vertrouwde personen en onbekenden, is vaak aanhankelijk (plakbandgevoel), vertoont onvolwassen hechtingsgedrag dat niet evolueert.
- Korte en oppervlakkige relationele patronen.

Angstig hechtingsgedrag
- Te denken valt aan separatieangststoornis.

## Omvang
Afhankelijk van de betreffende cultuur lijdt 5% van alle kinderen aan een ernstige hechtingsstoornis en heeft 15% te maken gehad met een vroegere verwaarlozing die minder ernstige symptomen veroorzaakte, een onzeker hechtingsproces dat zich veruiterlijkte in tekenen van afhankelijkheid, gebrek aan zelfwaardering en nieuwsgierigheid, twijfel en angst voor normale activiteiten voor kinderen zoals spelen, vechten en vrolijk, spontaan sociaal gedrag.

## Kenmerken van geen-bodemsyndroom
Het Geen-Bodem-Syndroom kan omschreven worden als een abnormaal sociaal gedrag en een tekort aan vaardigheden om diepere genegenheid, motivatie en verbintenissen met betrekking tot iets of iemand aan de dag te leggen. Het syndroom heeft geen wetenschappelijke basis, maar beoogt een eigen beeld te geven van verschillende symptomen van andere aandoeningen.
Er is geen echte bodem in het bestaan. Het is net een bodemloze put. Je stopt er oneindig veel liefde, aandacht en zorg in, maar er komt zelden iets terug. Het kind heeft in de allereerste levensfase nooit het fundament in zijn bestaan kunnen leggen van de (liefhebbende) volwassene aan wie het (al dan niet) was toevertrouwd.
Het syndroom komt veelal voor bij adoptiekinderen, die op (soms) oudere leeftijd werden geadopteerd, waarvan de voorgeschiedenis onvoldoende is gekend. Het komt echter evenzeer voor bij biologisch eigen kinderen, pleegkinderen en stiefkinderen, die om een of andere reden het basisvertrouwen met ouder(s) hebben gemist of hebben moeten missen.
Het kind vertoont weinig eigen kern, bestaansverbinding: er is weinig of geen "ik"; daarnaast geen vertrouwen in volwassenen, met als gevolg diepgewortelde angst om (h)echte relaties aan te gaan. Er is een sterke neiging tot het leggen van oppervlakkige, wisselende contacten. Hierdoor is de problematiek voor anderen slecht invoelbaar. Die anderen, inclusief hulpverleners, zien niets of weinig.
De intieme emotionele banden binnen het gezin worden als bedreigend ervaren. Oppervlakkige aandacht van talloze onbekenden wordt meer op prijs gesteld dan de persoonlijk gerichte aandacht van enkele vertrouwde personen. Het verschil tussen vriend en vreemde wordt niet echt gevoeld. Er is tussen de verzorgende ouder(s) en het kind een permanente machtsstrijd gaande die niet waarneembaar is door derden. Emoties kunnen daarbij aan- en uitgeschakeld worden, als op bevel.
Het vroegste ervaren van "pijn" of "niet gewenst zijn" is onvoorstelbaar vernietigend. Dit ontbreken van basisvertrouwen in de allereerste levensfase uit zich vaak in vernietigingsdrang, die zich richt tegen zichzelf of naaste verwanten (ouders en andere broers of zussen).
Andere uitingen van die agressie kunnen zijn: wreedheid jegens dieren, vernielen, liegen, slapeloosheid, provocerend seksueel gedrag en weglopen. Meestal ziet men een onverzadigbare honger naar aandacht. Negatieve aandacht levert daarbij dikwijls meer resultaat op dan positieve.
Het kind heeft nauwelijks remmen of drempels. Het heeft weinig of geen schuldgevoel. De gewetensontwikkeling is niet/weinig op gang gekomen.
Het kind vertoont overlevingsgedrag en schijnaanpassing. Het is geniaal in het observeren, taxeren en manipuleren van de mensen om zich heen. Er is een sterke tendens die ouders en andere gezinsleden tegen elkaar uit te spelen. Evenzo met kennissen, vrienden, familie, leerkrachten, enz...
Er is nooit echt bevrediging. Het kind voelt zich steeds tekort gedaan.
Het kind heeft relatief weinig gevoel voor ruimte en tijd. Er ontstaan vaak leerproblemen ondanks een meestal normale begaafdheid.
Bij zowel biologische, adoptie- en pleegkinderen kenmerkt de beginfase zich meestal door onbegrijpelijk goed aangepast gedrag, zonder heimwee, zowel thuis als op school. Naarmate de tijd verstrijkt wordt het gedrag naar de verzorgende ouder(s) of hechtingsfiguur steeds afwijzender. Naar anderen toe blijft het begin-gedrag echter gehandhaafd, soms ook tegenover de ouder die niet onmiddellijk de dagelijkse zorg over het kind heeft. Dit is meestal het gevolg van een – voor het kind – te diepgaande relatie.

## Kritiek
In de jaren tachtig ontstond (voornamelijk in de VS) bij een aantal hulpverleners behoefte aan een nieuwe beschrijving van een aantal psychische aandoeningen, omdat de medische literatuur (met name het DSM) voornamelijk symptomen, maar geen oorzaken beschreef. In het kader hiervan stelde men dat bepaalde aanpassingsproblemen en gedragsstoornissen gezien moesten worden als uiting van hechtingsproblemen. Het voortouw werd hierbij genomen door het Institute for Attachment & Child Development (oorspronkelijk Youth Behaviour Programme) dat voor diagnose de Randolph Attachment Disorder Questionnaire (RADQ) ontwikkelde. Op basis hiervan ontwikkelde men ook therapieën, waaronder de vasthoudtherapie.
Na verloop van tijd ontstond kritiek op deze visie en therapieën, waaronder de volgende punten:
- De theorie dat veel aandoeningen hechtingsproblematiek als oorzaak hebben, is niet wetenschappelijk onderbouwd.
- De RADQ heeft een te grote overlap met aandoeningen die heel andere oorzaken kunnen hebben dan hechtingsproblemen.
- Zowel de theorie als de therapieën zijn sterk gericht op gezin en ouders en vaak te weinig op het kind.
- De theorie houdt te weinig rekening met individuele hechtingsstijlen en beschouwt ongewenst gedrag te snel als pathologisch.
- De diagnose kan te snel worden gesteld (adoptiekinderen bleken bijvoorbeeld weliswaar aanpassingsproblemen te hebben, maar beschikten wel over hechtend vermogen.)
- De diagnose wordt in de praktijk vaak gesteld door niet-gespecialiseerde psychologen, welzijnswerkers of onderwijskrachten.
- De therapieën zijn niet meer dan straf voor ongewenst gedrag.

Een dieptepunt was het overlijden van de 10-jarige Candace Newmaker die in 2000 stierf na vasthoudtherapie. Haar therapeut werd veroordeeld tot 16 jaar gevangenisstraf. Er is inmiddels een tegenbeweging ontstaan met de naam Kids Come First.